# Alleanza del Popolo (Figi)
Alleanza del Popolo (in lingua inglese: People’s Alliance - PA) è un partito politico figiano.

## Risultati elettorali
| Elezione      | Voti    | %     | Seggi   |
| ------------- | ------- | ----- | ------- |
| Generali 2022 | 168.581 | 35,82 | 21 / 55 |